# Kożuun mongun-tajgiński
Kożuun mongun-tajgiński (ros. Монгун-Тайгинский кожуун) – kożuun (jednostka podziału administracyjnego w Tuwie, odpowiadająca rejonowi w innych częściach Rosji) w zachodniej części autonomicznej rosyjskiej republiki Tuwy.
Kożuun mongun-tajgiński zamieszkuje 6.123 mieszkańców (1 stycznia 2006 r.); całość populacji stanowi ludność wiejska, gdyż na tym obszarze nie ma miast
Ośrodkiem administracyjnym tej jednostki podziału terytorialnego jest wieś Mugur-Aksy.